# Еволюційна школа
Еволюціоні́зм — напрям в антропології (від грецького ανθρωπος — людина, λογος — слово — наука про походження та розвиток (еволюцію) людини, утворення людських рас та нормальні варіації фізичної будови людини) і етнографії (від грецького етнос — плем'я, народ; графо — пишу — наука про культуру і побут, походження (етногенез), розселення, процеси культурно-побутових відносин на всіх етапах історії людства народів). Час зародження — 19 ст.
Зацікавленість еволюційними ідеями змінювалась від кінця 19 ст., коли вони були широко поширені в світовій науці як універсальна теорія соціальних явищ і процесів, до початку 20 ст., коли стали нагромаджуватись безліч фактів, які не вкладалися в теоретичні викладки еволюціонізму.

## Зародження еволюціонізму
Розвиток еволюційних ідей у біології має досить тривалу історію. Воно пройшло шлях становлення від наукової ідеї до наукової теорії. Початок ідей еволюціонізму у біології був закладений ще в античній філософії і їх розвиток тривав більше 2 тисяч років. Основними характерними рисами перших проявів еволюціонізму, як єдиної теорії соціальних явищ і процесів, є збирання та систематизація знань про органічний світ та довкілля. Одночасно відбулося зародження двох поглядів щодо різноманітності видів у живій природі. Перший з них бере початок з античної діалектики, яка наголошувала на розвиток та зміну довкілля. Другий починається з поширенням християнського світогляду і базується на креаціонізмі (вірі в те, що всі форми життя і навколишній світ створений надприродною силою). Протягом початкового етапу розвитку еволюційної ідеї між цими двома точками зору йшла постійна боротьба, причому серйозна перевага мала креаціоністська версія. У початковий період було висловлено низку цінних ідей, необхідних для затвердження еволюційного підходу. Ідею поступової зміни організмів можна знайти в Платона (427–347 до н. е.). Особливе значення мають і висновки Аристотеля (384–322 до н. е.) у праці «Про частини тварин». Цінність представляє передусім його ідея «драбини живих істот», що показує існування організмів різного ступеня складності.
Основоположниками еволюціонізму вважається Фрідріх Клем (вчення про етапи еволюції культури), і Едвард Тейлор (уперше виразив свої еволюціоністські ідеї в книзі «Дослідження в області древньої історії людства» (1865)). Тейлор уперше доступно і чітко дав поняття культури для застосування в порівняльних дослідженнях, і запропонував зразки таких досліджень, тому саме його багато дослідників і вважають основоположником еволюціонізму.

## Основні положення еволюціонізму
1. Класична еволюціоністська теорія наполягала на існуванні універсального закону розвитку людських культур.
2. Людський рід єдиний, тому усі люди мають приблизно одні і ті ж розумові здібності і в схожих ситуаціях прийматимуть приблизно аналогічні рішення, що своєю чергою визначає одноманітність культури на схожих східцях розвитку.
3. У людському суспільстві відбувається безперервний розвиток, тобто прямолінійний процес переходу від простого до усе більш складного. Таким чином громадський розвиток йде за законами еволюції.
4. Розвиток будь-якого культурного елементу спочатку зумовлений, оскільки його пізніші форми формуються і зароджуються у більше ранніх. При цьому розвиток будь-якої культури багатоступінчастий, а східці і стадії розвитку єдині для усіх культур у світі.
5. Культурні відмінності народів викликані їх різними східцями розвитку, а усі народи і усі культури сполучені між собою в один безперервний і прогресивно такий, що розвивається еволюційний ряд.
6. Первісне суспільство, з точки зору еволюціоністів, мало єдині для усіх народів соціальні, культурні і економічні моделі. А сучасні неписьменні народи розглядалися як пережиток древніх часів. Передбачалося, що вивчення їх культури веде до реконструкції культури первісного суспільства в цілому.

## Розвиток Класичної Теорії еволюції

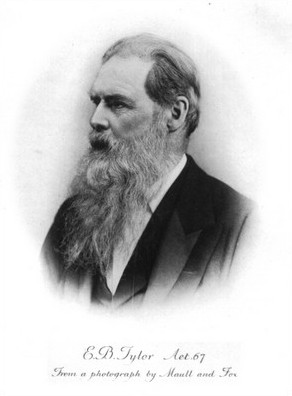
Едвард Тайлор

Еволюціонізм — перша етнологічна теорія, формування якої почалося в середині 19 ст. Джерела її — у принципі розвитку в природознавстві, що завершився появою теорії еволюції. Свою основну задачу прибічники еволюціонізму в науці про культуру бачили в тому, щоб відкрити й пояснити загальні закономірності розвитку культури, у зіставленні рівнів розвитку культури різних народів. Представники еволюціонізму у Великій Британії — Герберт Спенсер, Едвард Тайлор, Джеймс Фрейзер, у Німеччині — Адольф Бастіан, Теодор Вайц, Генхір Шурц; у Франції — Шарль Летурно; у США — Льюїс Генрі Морган. Завдяки їх дослідженням культура, що раніше являла собою сукупність окремих типів і форм, набула цілісність, її було систематизовано.

### Едвард Тайлор
Вважав, що всі культури проходять однаковий шлях еволюції від дикості до цивілізації; різні рівні розвитку культур різних народів не залежать від расових відмінностей. Теорії виродження Ж. де Местра Тайлор протиставив ідею прогресивного розвитку культури. При цьому він допускав можливість деградації культур в окремих випадках. У своїх роздумах він спирався на те, що людина — частина природи, що розвивається у зв'язку з її закономірностями. Всі люди однакові за своїми психологічним й інтелектуальним потенціалом. Він стверджував, що еволюція культури іманентна.

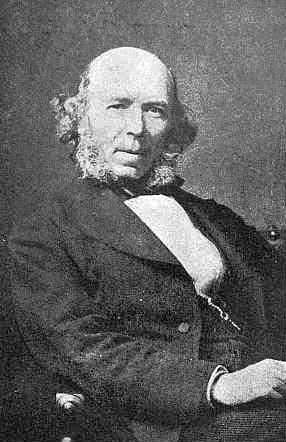
Герберт Спенсер

### Герберт Спенсер

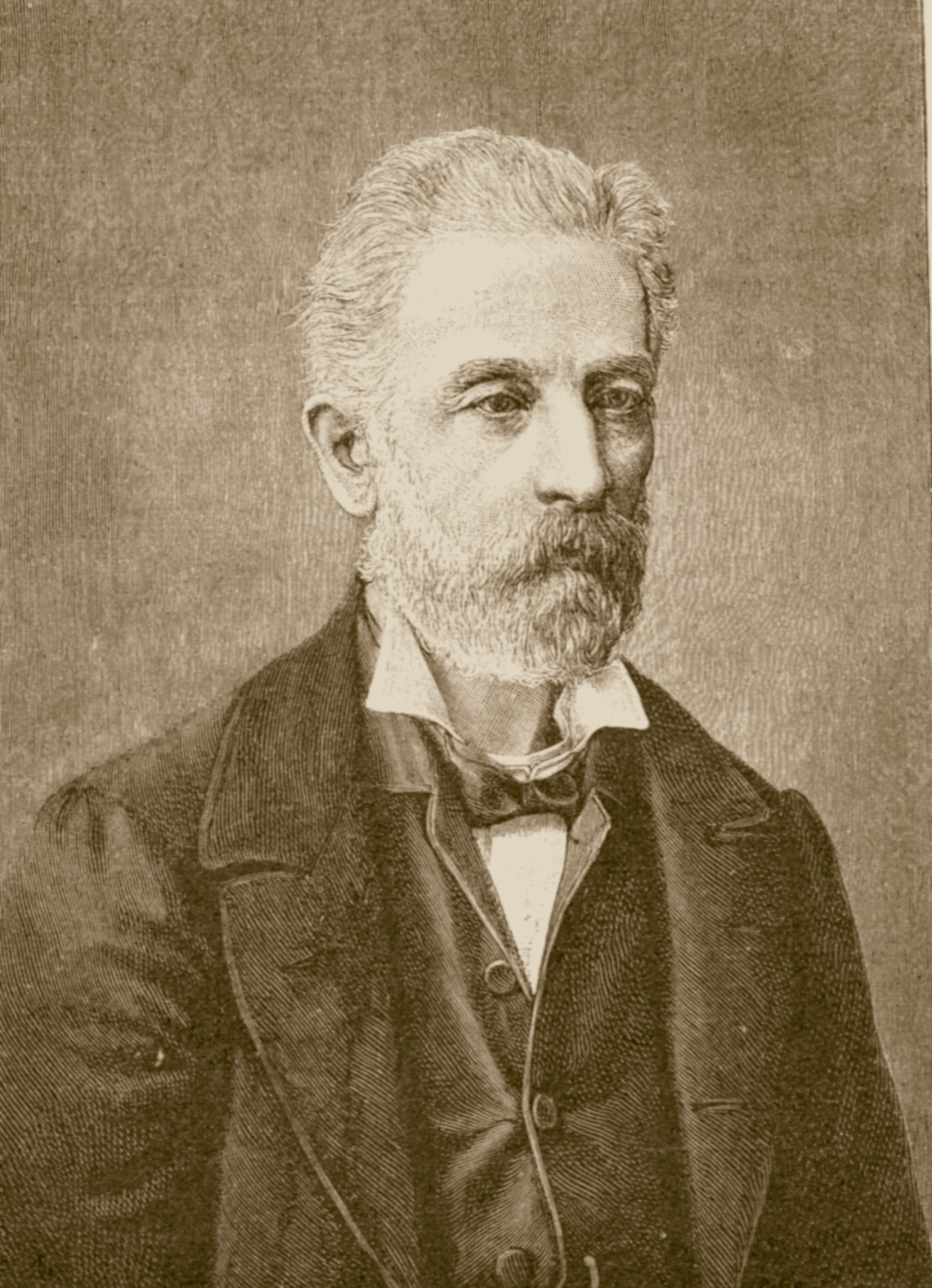
Адольф Бастіан

Запропонував концепцію еволюції як особливого типу послідовних змін культурних феноменів від однорідних (гомогенність) до узгодженої неоднорідності (гетерогенність). Проводив аналогію суспільства й організму. Культури (або суспільства) розвиваються під впливом зовнішніх (географічне середовище, сусідні культури) й внутрішніх (фізична природа людини, розбіжності психологічних якостей) факторів. «Відсталі» культури були створені фізично, інтелектуально й морально нерозвинутими людьми. Із ранніх стадій людської передісторії продовжується повільна адаптація людьми природи.
Виділив два боки історичного розвитку суспільства — диференціація та інтеграція. Розвиток починається з кількісного зростання, збільшення кількості елементів, що складають культуру. Кількісне зростання веде до диференціації цілого на окремі частини.

### Адольф Бастіан
Вважав, що всі люди на ранньому етапі розвитку людства мали однакову психічну структуру — систему адаптації до історично-географічних умов. Це підтверджується тим, що елементарні ідеї багатьох культур схожі між собою. Розвиток суспільства відбувається в формі кругообігу. Цикл розвитку може продовжуватися, якщо для цього є стимули. Чим більше народ пов'язаний із географічним середовищем, тим менше він піддається історичним змінам.

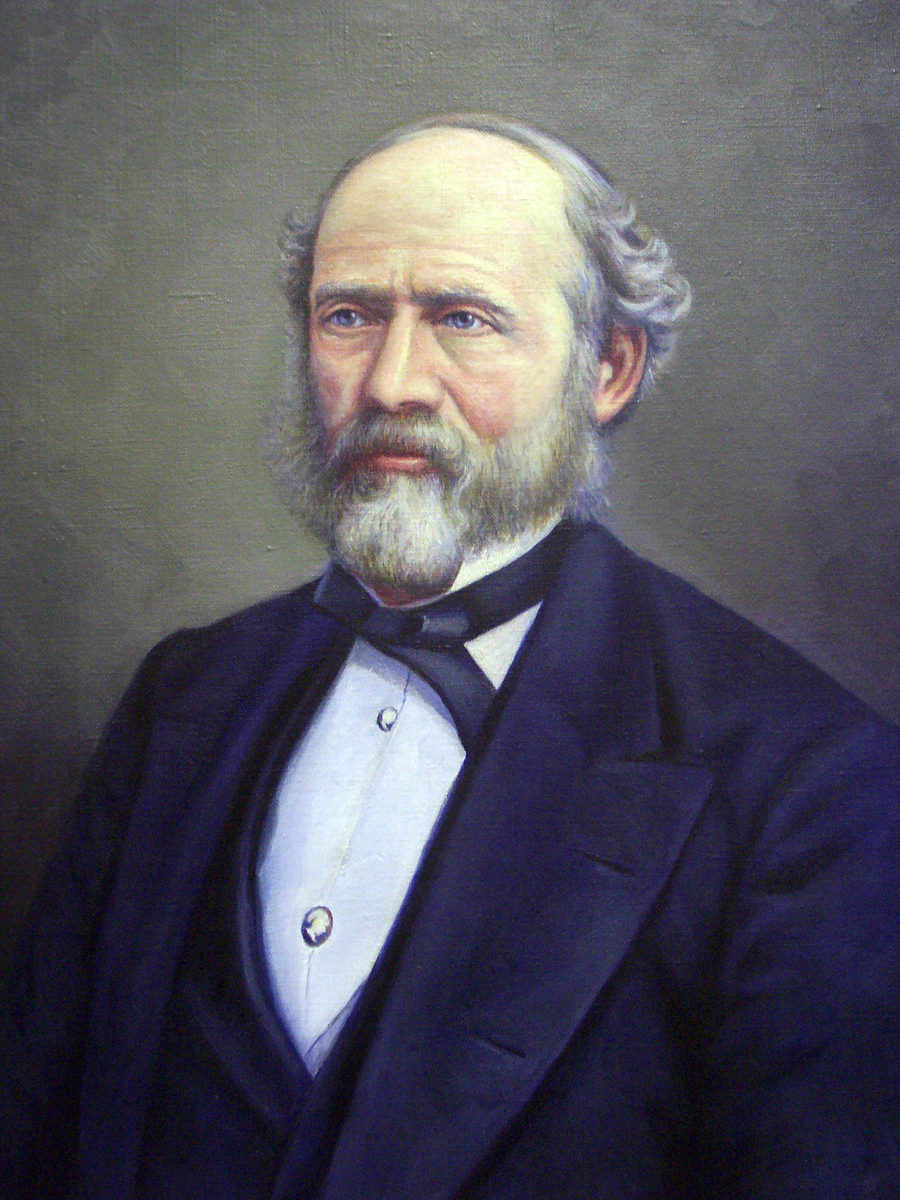
Льюїс Генрі Морган

### Льюїс Генрі Морган
Досліджував місто й роль родового строю в історії людства, історію формування сімейно-шлюбних відносин, періодизацію історії людства.
Усю історію він поділив на два періоди: ранній — організація, що базується на родах, племенах; пізній — політична організація, що заснована на різних відношеннях людей до території та власності.
Зробив спробу періодизації первісної культури. Це дозволило об'єднати етнографічні, історичні й археологічні факти. Із теорій еволюціоністів було зроблено ідеологічний висновок: якщо всі народи розвиваються за єдиною схемою і верхівкою в цій схемі вважають європейське суспільство, то імперії, що захоплюють нові колонії, допомагають їм таким чином пришвидшити розвиток. Проте представники еволюціонізму не намагалися пояснити причину виникнення культури.

## Критика еволюціонізму
У міру подальшого розвитку науки і відповідно накопичення нових фактичних даних до кінця XIX століття усі більшою мірою стали проявлятися слабкі сторони еволюціонізму, що вступили в протиріччя з фактами реального життя. Зібраний новий етнографічний матеріал часто не підтверджував еволюціоністські положення.
1. Гіпотеза про єдину логіку історичного процесу не відповідала філософським установкам позитивістів і прибічників інших течій. Так, наприклад, багато істориків, спираючись на конкретні факти, зайняли позицію, названу ідеографічною. З цієї точки зору історичні події мають обмежений і випадковий характер. Деякі критики еволюціонізму звертали увагу на абстрактність концепції універсального закону розвитку людських культур і стверджували про існування лише окремих процесів (міграція, урбанізація тощо). Ті ж, хто визнавав існування історичних моделей, обмежував їх епохою, народом або країною тощо, відмовлялися визнавати існування глобальних історичних законів.
2. Критики звертали увагу на зневагу еволюціоністами фактами численних криз, повних колапсів держав і цивілізацій.
3. Прибічники культурного релятивізму вказували на унікальність кожного етносу і у зв'язку з цим неможливість ранжирувати їх за єдиною шкалою диференціації, зрілості або прогресивності. З цієї позиції багато незахідних суспільств, які можуть здатися європейцям відсталими, такими не є, вони просто відмінні від західних.
4. Дифузіоністи вказували на ігнорування еволюціоністами факту впливу прямого втручання (колонізація, завоювання, міграції, демонстративні ефекти тощо) на процеси соціальних змін, оскільки в результаті вищезгаданих процесів часто відбувається пропуск або прискорене проходження стадій розвитку суспільства.Див. також: Критика еволюціонізму

## Класифікація течій еволюціонізму
Модернізуючись, еволюціонізм змінював своє обличчя. В його межах продовжували виникати різноманітні напрями та школи, нетотожні за світоглядними орієнтирами, соціальними ідеалами, методиками дослідження. Продемонструвати взаємодію між цими напрямами та школами, їх взаємопов’язаність, не втрачаючи при цьому з виду властиву їм спільну (чи близьку до такої) основу, відділяючи критику, спрямовану проти певних напрямів та шкіл від критики еволюційного підходу взагалі, показуючи широту та можливості еволюціоністської парадигми, допомагає класифікація течій еволюціонізму за певними ознаками: 
1. За інтерпретацією масштабності та структури еволюції – органіцистські й голістські, яким загалом властиве ототожнення еволюції з процесом, що через нього проходить конкретне явище в цілому, долаючи східці наростаючого ускладнення, та партикуляристські, які зосереджуються здебільшого на процесі розвитку окремих компонентів досліджуваного явища.
2. За принципами, згідно з якими відбувається еволюція, – біологізаторські та соціологізаторські.
3. За дослідницькими пріоритетами – матеріалістичні, в центрі уваги яких перебуває еволюція знарядь праці, засобів виробництва, форм господарства, техніки й організації праці, зростання міст, торгівлі й науки, та ідеалістичні, які зосереджуються насамперед на проблемах розвитку релігії, моралі, політичної ідеології, естетики.
4. З точки зору наявності провідних та визначальних первнів в еволюції – плюралістичні, для яких є характерним урахування взаємодії в перебігу еволюції різних чинників (екзогенних та ендогенних), та детерміністські, а в межах останніх – механіцистські, які пояснюють еволюцію в термінах діючої причини і визначають її «з минулого», та фіналістські (телеологічні, есхатологічні), які пояснюють еволюцію в термінах мети і визначають її з «прийдешнього».
5. За соціально-політичними ідеалами – індивідуалістично-демократичні, чи ліберальні, які пов’язують поступ у соціальному житті з благодійними наслідками «спонтанного» розвитку в умовах вільної конкуренції, виконуючої роль «природного добору»; соціалістично-демократичні, які наголошують на необхідності активнішого втручання суспільства й уряду в соціальні, економічні та культурні процеси, «справедливішого» розподілу суспільного продукту й надання кожному «рівної» можливості самореалізації; індивідуалістично-аристократичні, які вважають природну нерівність рушієм усякого поступу, а будь-яку «невільницьку мораль», що заперечує права «пана», – знаменням занепаду й розкладу; соціал-аристократичні, які, визнаючи життя ареною боротьби за існування, її учасниками бачать не лише індивідів, але насамперед – раси, групи й народи, а майбутніми переможцями – аристократичні держави та спільноти. Г. Спенсер, В. Самнер, К. Менгер, Ф. Бастіа та їхні однодумці за посередництвом еволюціоністської парадигми обґрунтовували власні демократично-індивідуалістичні переконання, доводячи дієвість доктрини «laisser faire, laisser paisser» й будуючи відповідні програми життя, тоді як носії лівих поглядів обстоювали вартості соціал-демократії, соціалізму чи комунізму, а послідовники А. Шопенгауера, Ф. Ніцше, А. Бергсона – індивідуалістично-аристократичні цінності. Аналогічну тенденцію спостерігаємо й на прикладі творчості видатних постатей вітчизняної історії, зокрема М. Драгоманова, який, за визначенням І. Франка, був істориком-еволюціоністом і за допомогою еволюціоністської парадигми обстоював помірковано ліберальні ідеали, тоді як сам І. Франко (і М. Грушевський) – народницькі, а В. Липинський чи Д. Донцов – елітаристські.
6. За розумінням самого терміну «еволюція» – прогресистські, які еволюцію фактично ототожнюють із прогресом як більш-менш цілісним розвитком, здійснюваним у напрямку від нижчого до вищого, від менш досконалого до досконалішого, від гомогенного до гетерогенного, від нерозрізнюваного до виразного, від примітивних форм організації до складніших і т. ін.; індиферентистські, які в еволюції вбачають насамперед процес індиферентного розвитку, який містить у собі як кількісні, так і якісні зміни й перетворення буття та свідомості, і за визначенням не може бути ні прогресом, ні регресом; адаптаціоністські, які сприймають усяку еволюцію (і культурну, і біологічну) в якості процесу безперервного пристосування до випадкових обставин, що їх неможливо передбачити, визнаючи при цьому механізм пристосування на всіх його рівнях, які є у світі.[1]